# 수동중학교 (경남)
수동중학교(水東中學校)는 대한민국 경상남도 함양군 수동면 화산리에 있는 공립 중학교이다.

## 학교 연혁
- 1951년 9월 20일 : 수동고등공민학교 설립인가
- 1954년 5월 31일 : 수동중학교 설립인가
- 1954년 7월 3일 : 수동중학교 개교
- 2022년 3월 1일 : 제27대 정섭균 교장 부임
- 2023년 1월 5일 : 제69회 졸업(졸업생 16명, 총졸업생수 5,879명)
- 2023년 3월 2일 : 2023년 입학식 (13명)

## 참고 자료
- 수동중학교 - 한국교육학술정보원 학교알리미